# Peter Sutton
Peter Sutton (* 23. April 1943 in Newcastle upon Tyne, England; † 24. August 2008) war ein britischer Tontechniker.

## Leben
Sutton begann seine Karriere Ende der 1960er Jahre, zu seinen ersten Arbeiten gehörte der Dokumentarfilm über die Beatles Let It Be. Er war an zwei Filmen der Pink-Panther-Reihe von Blake Edwards beteiligt und arbeitete in den 1980er Jahren häufig mit Jim Henson, darunter Der dunkle Kristall und Hexen hexen. 1981 wurde er, gemeinsam mit Bill Varney, Steve Maslow und Gregg Landaker, für Das Imperium schlägt zurück mit dem Oscar in der Kategorie Bester Ton ausgezeichnet. Für den Film war er auch für den BAFTA Film Award in der Kategorie Bester Ton nominiert, konnte den Preis jedoch nicht gewinnen. Für seine Tätigkeit für das Fernsehen war er zudem zwei Mal für den Primetime Emmy nominiert.
Sutton starb 2008 im Alter von 65 Jahren.

## Filmografie (Auswahl)
- 1970: Zwölf Stühle (The twelve Chairs)
- 1973: Shaft in Afrika (Shaft in Africa)
- 1975: Der rosarote Panther kehrt zurück (The Return of the Pink Panther)
- 1976: Inspektor Clouseau, der „beste“ Mann bei Interpol (The Pink Panther Strikes Again)
- 1978: Die 39 Stufen (The Thirty Nine Steps)
- 1980: Das Imperium schlägt zurück (The Empire Strikes Back)
- 1981: Die große Muppet Party (The Great Muppet Caper)
- 1982: Der dunkle Kristall (The Dark Crystal)
- 1986: Der kleine Horrorladen (Little Shop of Horrors)
- 1986: Die Reise ins Labyrinth (Labyrinth)
- 1990: Hexen hexen (The Witches)
- 1993: Im Namen des Vaters (In the Name of the Father)
- 1995: Eine sachliche Romanze (An Awfully Big Adventure)
- 1999: Frauen unter sich (Agnes Browne)

## Auszeichnungen
- 1981: Oscar in der Kategorie Bester Ton für Das Imperium schlägt zurück
- 1981: BAFTA-Film-Award-Nominierung in der Kategorie Bester Ton für Das Imperium schlägt zurück